# Neivamyrmex iridescens
Neivamyrmex iridescens é uma espécie de formiga do gênero Neivamyrmex.